# Maupiti
Maupiti, in polynesischer Tradition Marua Ite Ra, ist ein Atoll im Pazifischen Ozean. Es liegt in der Mitte der Inseln unter dem Winde (frz. Îles sous le Vent) der Gesellschaftsinseln und gehört zu Französisch-Polynesien. Es ist der Sitz der gleichnamigen Gemeinde.

## Geographie

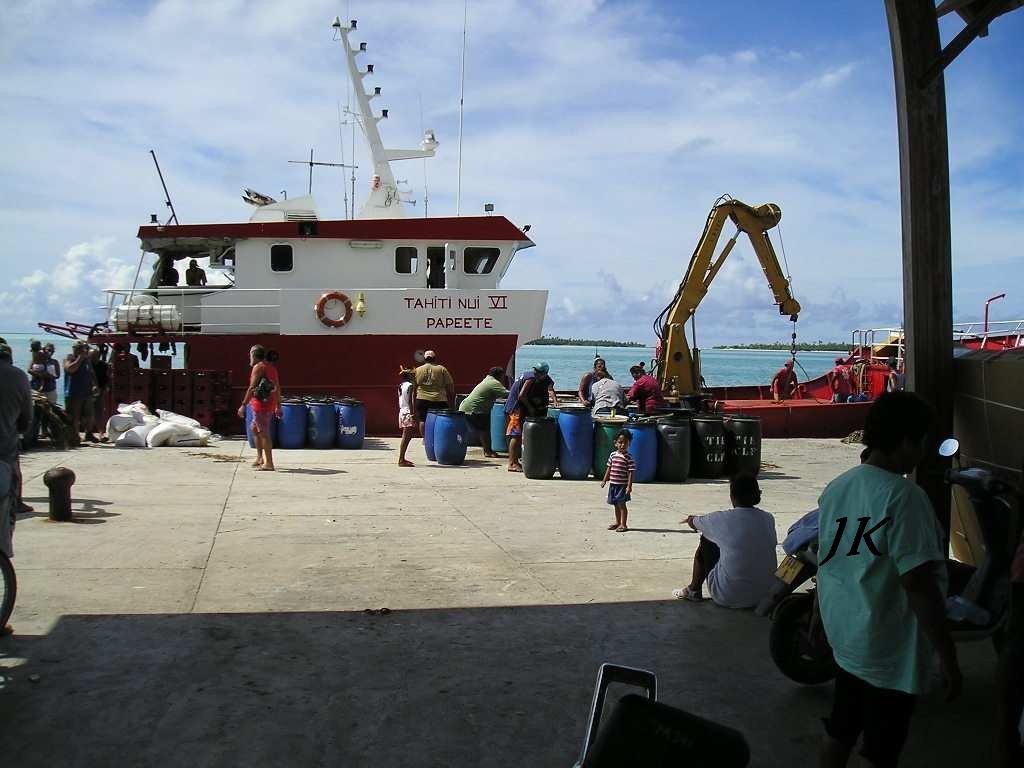
Ein Noni-Schiff beim Verladen im Hafen von Maupiti

Maupiti bildet eine klassische Atollstruktur aus mit einer 380 m hohen Vulkaninsel im Zentrum sowie einem Saumriff, welchem fünf flache Motus aufliegen. Zwischen den beiden südlichen Motus Tiapaa (östlich) und Pitiahe (westlich) befindet sich die Bootsdurchfahrt Onoiau Pass. Der Flughafen sowie einige Pensionen liegen auf dem großen nordöstlichen Motu Tuanai. Die gesamte Landfläche beträgt 11 km². Maupiti hat 1248 Einwohner (Stand: 2007). Der Großteil der Einwohner lebt in den zusammengewachsenen Dörfern Vaiʻea (Hauptort), Petei, Farauru und Pauma (von Süden nach Norden) am schmalen östlichen Küstenstreifen der Hauptinsel, am Fuß des 380 Meter hohen Mont Teʻurafaʻatiu, auch Nuupure genannt. Die nächstgelegenen Inseln sind das unbewohnte Atoll Tupai 46 Kilometer ostnordöstlich, und Bora Bora, 48 Kilometer östlich gelegen. Haupterwerbszweig ist die Produktion und Vermarktung von Noni (Baumfrucht).

## Geschichte
Maupiti, oder Marua Ite Ra, wie von den polynesischen Bewohnern genannt wurde, gliederte sich traditionell in neun Distrikte bzw. Häuptlingstümer.
Der erste Europäer, der die Insel entdeckte, war der holländische Weltumsegler Jakob Roggeveen im Jahre 1722.